# CASC CH-901
El CASC CH-901 es una munición merodeadora desarrollada por la Corporación de Ciencia y Tecnología Aeroespacial de China (CASC) en 2016. El dron se puede implementar de varias maneras; puede ser transportado por soldados en el campo y lanzado desde un tubo, así como desde vehículos, aeronaves y UCAV. En 2020, China presentó un camión equipado con 48 tubos de lanzamiento para municiones merodeadoras CH-901.

## Operación
El CH-901 se puede preparar y lanzar desde su tubo en 3 minutos. Luego, el dron se precipita hacia su área objetivo a 180 km/h, donde vuela durante un máximo de 60 minutos, a 100 km/h y a una altitud de 100 m a 150 m. Una vez que se localiza un objetivo usando los drones guiado electro-óptico, se sumerge en su objetivo a 288 km/h e impacta detonando su ojiva. El CH-901 puede transportar una ojiva de alto explosivo de 3,5 kg, una carga de fragmentación, una carga hueca para penetrar blindajes o una cámara para reconocimiento. Los drones también se pueden lanzar en oleadas para enjambrar y abrumar a los enemigos.